# Port lotniczy Kalay
Port lotniczy Kalay – międzynarodowy port lotniczy położony w Kalay, w Mjanmie.